# کیرا کیرکلند
کیرا ماری کریستین کیرکلند (به فنلاندی: Kyra Marie Christine Kyrklund) (زادهٔ ۳۰ نوامبر ۱۹۵۱ میلادی در هلسینکی) یک سوارکار زن و مربی درساژ اهل کشور فنلاند است که همکنون در ساسکس غربی و در کشور انگلستان زندگی می‌کند.